# 1re cérémonie des Razzie Awards

La 1re cérémonie des Golden Raspberry Awards s'est tenue le 31 mars 1981, dans le salon de John Wilson afin de désigner le pire de ce que l'industrie cinématographique a produit durant l'année 1980. L'événement était prévu la veille de la cérémonie des Oscars, mais la tentative d'assassinat de John Hinckley sur Ronald Reagan retarda les Oscars, et donc les Razzies Awards d'une journée. Les lauréats sont notés en gras :

## Pire film
Rien n'arrête la musique (Can't Stop the Music) (AFD), produit par Allan Carr
- La Chasse (Cruising) (Lorimar/United Artists), produit par Jerry Weintraub
- La Formule (The Formula) (MGM/United Artists), produit par Steve Shagan
- Vendredi 13 (Friday the 13th) (Paramount), produit par Sean S. Cunningham
- Le Chanteur de jazz (The Jazz Singer) (AFD), produit par Jerry Leider (en)
- Le Plus Secret des agents secrets (The Nude Bomb) (Universal), produit par Jennings Lang (en)
- La Guerre des abîmes (Raise the Titanic!) (AFD), produit par William Frye (en)
- Saturn 3 (AFD), produit par Stanley Donen
- Windows (United Artists), produit par Mike Lobell (en)
- Xanadu (Universal), produit par Lawrence Gordon

## Pire acteur
Neil Diamond pour son rôle de Jess Robin / Yussel Rabinovitch dans Le Chanteur de jazz (The Jazz Singer)
- Michael Beck pour son rôle de Sonny Malone dans Xanadu
- Robert Blake pour son rôle de Charles Callahan dans Coast to Coast
- Michael Caine pour son rôle du Dr. Robert Elliott dans Pulsions (Dressed to Kill) et Blair Maynard dans L'Île sanglante (The Island)
- Kirk Douglas pour son rôle d'Adam dans Saturn 3
- Richard Dreyfuss pour son rôle de Paul Dietrich dans The Competition
- Anthony Hopkins pour son rôle d'Adam Evans dans Changement de saisons (A Change of Seasons)
- Bruce Jenner pour son rôle de Ron White dans Rien n'arrête la musique (Can't Stop the Music)
- Sam J. Jones pour son rôle de Flash Gordon dans Flash Gordon

## Pire actrice
Brooke Shields pour son rôle d'Emmeline Lestrange dans Le Lagon bleu (The Blue Lagoon)
- Nancy Allen pour son rôle de Liz Blake dans Pulsions (Dressed to Kill)
- Faye Dunaway pour son rôle de Barbara Delaney dans De plein fouet (First Deadly Sin)
- Farrah Fawcett pour son rôle d'Alex dans Saturn 3
- Sondra Locke pour son rôle d'Antoinette Lily dans Bronco Billy
- Olivia Newton-John pour son rôle de Kira dans Xanadu
- Valerie Perrine pour son rôle de Samantha dans Rien n'arrête la musique (Can't Stop the Music)
- Deborah Raffin pour son rôle de Lena Canada dans Touched by Love
- Talia Shire pour son rôle d'Emily Hollander dans Windows

## Pire second rôle masculin
ex aequo :

John Adames (en) pour son rôle de Phil Dawn dans Gloria

et 

Laurence Olivier pour son rôle de Cantor Rabinovitch dans Le Chanteur de jazz (The Jazz Singer)
- Marlon Brando pour son rôle d'Adam Steiffel dans La Formule (The Formula)
- Charles Grodin pour son rôle de Ira Parks dans Comme Au Bon Vieux Temps (Seems Like Old Times)
- David Selby pour son rôle du Dr. Gene Seagram dans La Guerre des abîmes (Raise the Titanic!)

## Pire second rôle féminin
Amy Irving pour son rôle de Lily Ramsey dans Show Bus (Honeysuckle Rose)
- Elizabeth Ashley pour son rôle d'Andrea Glassen dans Windows
- Georg Stanford Brown pour son rôle de Rory Schultebrand dans Faut s'faire la malle (Stir Crazy)
- Betsy Palmer pour son rôle de Pamela Voorhees dans Vendredi 13 (Friday the 13th)
- Marilyn Sokol (en) pour son rôle de Lulu Brecht dans Rien n'arrête la musique (Can't Stop the Music)

## Pire réalisateur
Robert Greenwald pour Xanadu
- John G. Avildsen pour La Formule (The Formula)
- Brian De Palma pour Pulsions (Dressed to Kill)
- William Friedkin pour La Chasse (Cruising)
- Sidney Furie et Richard Fleischer pour Le Chanteur de jazz
- Stanley Kubrick pour Shining
- Michael Ritchie pour L'Île sanglante (The Island)
- John Trent (en) pour Middle Age Crazy
- Nancy Walker pour Rien n'arrête la musique (Can't Stop the Music)
- Gordon Willis pour Windows

## Pire scénario
Rien n'arrête la musique (Can't Stop the Music), écrit par Bronté Woodard (en) et Allan Carr
- Changement de saisons (A Change of Seasons), écrit par Erich Segal, Ronni Kern (en) et Fred Segal
- La Chasse (Cruising), écrit par William Friedkin
- La Formule (The Formula), écrit par Steve Shagan
- C'est ma chance (It's My Turn), écrit par Eleanor Bergstein
- Middle Age Crazy, écrit par Carl Kleinschmidt
- La Guerre des abîmes (Raise the Titanic!), écrit par Adam Kennedy et Eric Hughes
- Touched by Love, écrit par Hesper Anderson
- Windows, écrit par Barry Siegel (en)
- Xanadu, écrit par Richard C. Danus et Marc C. Rubel

## Pire chansons originale
The Man with Bogart's Face dans Détective comme Bogart (The Man with Bogart's Face), musique de George Duning, paroles de Andrew Fenady
- (You) Can't Stop the Music dans Rien n'arrête la musique (Can't Stop the Music), paroles et musique de Jacques Morali
- Suspended in Time dans Xanadu, paroles et musique de John Farrar
- Where Do You Catch the Bus for Tomorrow? dans Changement de saisons (A Change of Seasons), musique d'Henry Mancini, paroles de Marilyn Bergman et Alan Bergman
- You, Baby, Baby! dans Le Chanteur de jazz, paroles et musique de Neil Diamond

## Pire fin de carrière
- Ronald Reagan, star de cinéma à la retraite.

## Anecdote
Lors de cette cérémonie, l'actrice Shelley Duvall a été nommée dans la catégorie "Pire actrice" pour son rôle de Wendy Torrance dans Shining. Cependant, les Razzie ont annulé la nomination le 31 mars 2022, en déclarant que : « Nous avons depuis découvert que la performance de [Shelley] Duvall a été affectée par la façon dont Stanley Kubrick l'a traitée tout au long de la production. Nous aimerions profiter de cette occasion pour annuler cette nomination également ». Le "également" fait référence au fait qu'ils annulèrent également, le même jour, la victoire de Bruce Willis pour la Pire performance de Bruce Willis dans un film de 2021 (une catégorie créée spécialement pour ses rôles dans huit films sortis cette année-là), après une annonce de la famille de l'acteur disant qu'il avait été diagnostiqué comme souffrant d'aphasie, une maladie cognitive du cerveau. Bien que les Razzie aient d'abord refusés de l'annuler (ce qui provoqua des réactions négatives de la part du public), ils reviendront sur leur décision après l'annonce, qui dit  également que l'acteur se retirait du métier le 30 mars 2022.